# 勝利廣場 (聖彼得堡)

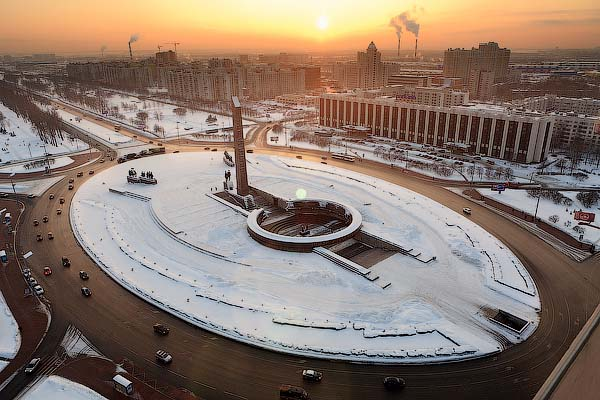
勝利廣場

59°50′33.7″N 30°19′18.8″E / 59.842694°N 30.321889°E
勝利廣場（俄语：Пло́щадь Побе́ды），是俄羅斯第二大城市聖彼得堡的一個廣場，位於市區南部、莫斯科大街和普爾科沃公路的分歧點。奧爾忠尼啟則街以及另外一條街道也從廣場上放射。
廣場因紀念蘇聯紅軍戰勝納粹德國而得名，1975年在廣場上修建了紀念列寧格勒圍城戰的紀念館。